# Случаят с язовирната стена
„Случаят с язовирната стена“ (на грузински: განაჩენი) е съветска драма от 1959 година.

## Сюжет
Инженер Мераби Джапаридзе (Георгий Шавгулидзе) е началник на строежа на нова язовирна стена. За да влезе в графика, той ускорява темповете на работа, пренебрегвайки мерките за безопасност, вследствие на което стената се къса и предизвиква катастрофа. Той е арестуван и осъден на дългогодишен изправителен труд. В наказателната колония Джапаридзе е назначен за началник на строителна бригада. Инженерът предоставя работа на много млади затворници и ги избавя от пагубното влияние на рецидивистите. След като излежава присъдата си, Джапаридзе се завръща у дома, където разбира, че по време на неговото отсъствие съпругата му е починала от неизлечима болест, а прокурора, който го е изпратил в затвора е взел да отглежда децата му...

## В ролите
- Георгий Шавгулидзе като Мераби Джапаридзе
- Дудухана Церодзе като Тамари
- Григол Ткабладзе като прокурора
- Лия Елиава като Нани
- Имедо Кахиани като Зураби
- Вахтанг Нинуа като Ахмахи[2]